# 廣大里站
廣大里站（：／ Gwangdae-ri yeok */?）曾为韩国铁路水骊线上的一个车站，位于京畿道骊州市陵西面廣大里，已于1972年废止。

## 历史
- 1966年7月23日：开始使用[1]。
- 1966年9月10日：车站关闭[2]。
- 1966年9月11日：车站重新启用[3]。
- 1972年4月1日：停用本站[4]。